# Municipio de White (Dakota del Norte)
El municipio de White (en inglés: White Township) es un municipio ubicado en el condado de Pierce en el estado estadounidense de Dakota del Norte. En el año 2010 tenía una población de 49 habitantes y una densidad poblacional de 0,53 personas por km².

## Geografía
El municipio de White se encuentra ubicado en las coordenadas 47°53′54″N 100°7′48″O / 47.89833, -100.13000. Según la Oficina del Censo de los Estados Unidos, el municipio tiene una superficie total de 92.87 km², de la cual 89,58 km² corresponden a tierra firme y (3,54 %) 3,28 km² es agua.

## Demografía
Según el censo de 2010, había 49 personas residiendo en el municipio de White. La densidad de población era de 0,53 hab./km². De los 49 habitantes, el municipio de White estaba compuesto por el 100 % blancos. Del total de la población el 0 % eran hispanos o latinos de cualquier raza.